# Sycophila henryi
Sycophila henryi är en stekelart som beskrevs av T.C. Narendran 1994. Sycophila henryi ingår i släktet Sycophila och familjen kragglanssteklar.
Artens utbredningsområde är Taiwan. Inga underarter finns listade i Catalogue of Life.